# 埃吉迪尤斯·維特庫納斯
埃吉迪尤斯·維特庫納斯（1988年8月8日—）是一位立陶宛足球運動員。在場上的位置是後衛。他現在效力於立陶宛足球超級聯賽球隊扎爾吉里斯足球俱樂部。他也代表立陶宛國家足球隊參賽。